# Tekor-Basilika

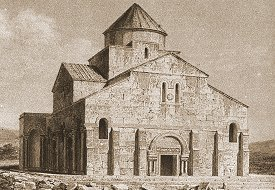
Tekor-Basilika auf einem Stich der 1840er Jahre

Die Kirche von Sankt Sarkis in Tekor (armenisch Տեկորի տաճար, türkisch Aziz Sargis Kilisesi), auch bekannt als Tekor-Basilika, war nach der Datierung von Josef Strzygowski eine im 5. Jahrhundert erbaute armenische Kirche im historischen Armenien, heute im Osten der Türkei. Sie wurde von Erdbeben zerstört und in den 1960er Jahren von der Stadtverwaltung überbaut.
Die Tekor-Basilika befand sich gegenüber der Stadt Digor in der Provinz Kars etwa 16 km westlich der armenischen Grenze. Tekor war eine dreischiffige längsgerichtete Kreuzkuppelkirche. Sie wurde 1911 und 1935 von Erdbeben fast vollständig zerstört. Niedrige Mauerreste wurden in den 1960er Jahren entfernt, um  eine Stadthalle zu bauen (heute ebenfalls zerstört). Die Inschriften, die das Gebäude auf die 480er Jahre datieren, waren die ältesten bekannten armenischen Inschriften.
Bis zu ihrer Zerstörung galt die Tekor-Basilika als die älteste armenische Kuppelbasilika.